# Quisqueya (Repubblica Dominicana)
Quisqueya è un comune della Repubblica Dominicana di 18.528 abitanti, situato nella Provincia di San Pedro de Macorís.